# 王溢正
王溢正（1985年10月9日—）為台灣職業棒球選手，守備位置為投手，曾效力於日本職棒橫濱DeNA隊、中華職棒樂天桃猿、台鋼雄鷹，外號「姊姊」。曾幫助桃猿奪得5座總冠軍，亦是台灣大賽勝投（並列）保持者。

## 生平
2009年12月和日本職棒橫濱灣星簽下總額日幣4000萬（包含簽約金、年薪以及激勵獎金）的3年合約。於日本職棒效力四個球季。
2013年6月20日加盟中華職棒Lamigo桃猿（王曾為其前身La New熊之代訓球員，因而桃猿隊擁有優先議約權）。
大學入選國家隊時，被人認為動作像女生，故綽號叫「妹妹」，後來年紀大了，就改叫「姐姐」，隨著年紀增長也被叫「阿姨」，也曾經在中職熱身賽穿上「姐姐」的綽號球衣。
雖2015、2016年投球成績未達中職聯盟平均水準，然由於為聯盟少數可單季負擔超過百局的本土投手之珍貴性，2016年季後獲得38、42、47萬的三年複數年合約。2019年球季尚未結束就提前換約，2020至2022年的月薪分別為52、52、55萬元。
2014-19年期間，桃猿成為六年五冠的超級皇朝，作為陣中的王牌土投，王溢正更是當中的大功臣，在這五年的台灣大賽都獲安排擔任先發，並全部取得勝投，目前以5勝0敗成為台灣大賽的並列勝投王。最為人津津樂道的是在2015年台灣大賽G5，在球隊總比數以1:3落後兄弟隊的劣勢之下一夫當關，以9局失兩分的完投勝幫助球隊取勝，並成就最終的大逆轉。
2023年8月10日，樂天桃猿宣布以王溢正、翁瑋均、藍寅倫與王柏融的優先議約權與台鋼雄鷹交易狀元林子偉。

## 投球風格
左投的王溢正有190公分的身高，以四分之三（斜肩投球）的機制投球，最快球速可達149km/h，使用的變化球有滑球、變速球及曲球。

## 經歷
- 屏東縣恆春鎮墾丁國小少棒隊
- 屏東縣恆春鎮僑勇國小少棒隊
- 屏東縣鶴聲國中青少棒隊
- 屏東縣屏東市屏東高中青棒隊
- 臺北市中國文化大學（美孚巨人）棒球隊
- 中華職棒La New熊代訓球員（2009年）
- 日本職棒橫濱灣星→橫濱DeNA海灣之星（2009年11月－2013年5月29日）
- 中華職棒Lamigo桃猿（2013年6月20日－2019年12月16日）
- 中華職棒樂天桃猿（2019年12月17日－2023年8月10日）
- 中華職棒台鋼雄鷹 (2023年8月10日－2024年11月)

## 職棒生涯成績

### 日本職棒
| 年度 | 球隊             | 出賽 | 先發 | 勝投 | 敗投 | 中繼 | 救援 | 完投 | 完封 | 三振 | 四死 | 責失 | 投球局數 | 自責分率 | 被上壘率 |
| ---- | ---------------- | ---- | ---- | ---- | ---- | ---- | ---- | ---- | ---- | ---- | ---- | ---- | -------- | -------- | -------- |
| 2012 | 橫濱DeNA海灣之星 | 6    | 6    | 0    | 4    | 0    | 0    | 0    | 0    | 15   | 19   | 24   | 24.1     | 8.88     | 2.12     |
| 合計 | 1年              | 6    | 6    | 0    | 4    | 0    | 0    | 0    | 0    | 15   | 19   | 24   | 24.1     | 8.88     | 2.12     |

### 中華職棒
- (粗黑體字為該年度最佳或最高成績)

| 年度 | 球隊       | 出賽 | 先發 | 勝投 | 敗投 | 中繼 | 救援 | 完投 | 完封 | 三振 | 四死 | 責失 | 投球局數 | 自責分率 | 被上壘率 |
| ---- | ---------- | ---- | ---- | ---- | ---- | ---- | ---- | ---- | ---- | ---- | ---- | ---- | -------- | -------- | -------- |
| 2013 | Lamigo桃猿 | 8    | 8    | 3    | 2    | 1    | 1    | 0    | 1    | 40   | 14   | 16   | 48.2     | 2.96     | 1.21     |
| 2014 | Lamigo桃猿 | 19   | 18   | 7    | 2    | 0    | 0    | 0    | 0    | 69   | 38   | 44   | 108.2    | 3.64     | 1.38     |
| 2015 | Lamigo桃猿 | 23   | 22   | 11   | 6    | 1    | 0    | 0    | 0    | 89   | 53   | 84   | 123.1    | 6.13     | 1.76     |
| 2016 | Lamigo桃猿 | 26   | 23   | 7    | 7    | 0    | 0    | 0    | 0    | 107  | 56   | 102  | 134.0    | 6.85     | 1.88     |
| 2017 | Lamigo桃猿 | 22   | 21   | 9    | 7    | 0    | 0    | 0    | 0    | 116  | 59   | 64   | 125.1    | 4.60     | 1.52     |
| 2018 | Lamigo桃猿 | 22   | 22   | 8    | 8    | 0    | 0    | 0    | 0    | 103  | 37   | 66   | 139.1    | 4.25     | 1.35     |
| 2019 | Lamigo桃猿 | 25   | 24   | 12   | 5    | 0    | 0    | 0    | 0    | 113  | 34   | 70   | 138.2    | 4.54     | 1.48     |
| 2020 | 樂天桃猿   | 21   | 20   | 10   | 6    | 0    | 0    | 0    | 0    | 82   | 38   | 70   | 116.2    | 5.42     | 1.58     |
| 2021 | 樂天桃猿   | 34   | 8    | 2    | 3    | 0    | 0    | 0    | 0    | 50   | 24   | 43   | 64.2     | 5.98     | 1.69     |
| 2022 | 樂天桃猿   | 20   | 11   | 6    | 4    | 1    | 0    | 0    | 0    | 36   | 22   | 27   | 63.1     | 3.84     | 1.22     |
| 2023 | 樂天桃猿   | 4    | 1    | 0    | 0    | 0    | 0    | 0    | 0    | 3    | 6    | 3    | 4.1      | 6.23     | 2.54     |
| 2024 | 台鋼雄鷹   | 3    | 0    | 0    | 0    | 0    | 0    | 0    | 0    | 0    | 2    | 3    | 2.2      | 10.13    | 3.00     |
| 合計 | 12年       | 227  | 178  | 75   | 50   | 3    | 1    | 0    | 1    | 808  | 383  | 592  | 1069.2   | 4.98     | 1.54     |

### 特殊紀錄
- 2012年6月6日在日本職棒一軍首次登板，於千葉海洋球場對千葉羅德海洋先發，主投4.1局失3分成為敗戰投手。[來源請求]
- 於先發首場比賽[何时？]，在3局下半面對大村三郎投出日本職棒一軍生涯首次奪三振。[來源請求]
- 2013年8月18日面對統一7-ELEVEn獅投出完封勝。[來源請求]
- 2015年4月24日面對中信兄弟投出完投勝。[來源請求]
- 2015年10月22日在台灣大賽面對中信兄弟再度投出完投勝，由於有這場勝利，Lamigo桃猿才能回桃園國際棒球場打第六戰與第七戰，被認為是讓桃猿至少多賺兩千萬的男人。[6]
- 2017年5月12日於臺南市立棒球場先發面對統一7-ELEVEn獅單場7局投出10次三振為個人生涯新高。[7]
- 2019年10月15日於洲際球場，在台灣大賽第五戰面對中信兄弟先發7.1局、被擊出7支安打失4分，拿下生涯在總冠軍賽的第5勝，追平前統一7-ELEVEn獅投手海克曼創下的中職總冠軍賽勝投通算紀錄，並且是中華職棒唯一一位總冠軍賽出賽5次皆拿下勝投的球員。[8]

## 外部連結
- 球員資訊和成績在中華職棒官網（中文）、Baseball-Reference（英文）
- 日本職棒官方網站個人頁面 （页面存档备份，存于）
- 王溢正的Facebook專頁
- 王溢正的Instagram帳戶
- 王溢正在台灣棒球維基館上的頁面（繁體中文）